# Nova polemica
Nova polemica è un'opera di Olindo Guerrini uscita, sotto lo pseudonimo di Lorenzo Stecchetti, nel 1878 e in seconda edizione (con aggiunte e correzioni) nel 1879.

## L'opera
Il libro - in cui è rifusa la precedente opera Polemica, uscita nel medesimo 1878 - ebbe un discreto successo, testimoniato dal fatto che vivente il Guerrini ne uscirono ben 18 edizioni. L'opera si compone di un lungo "Prologo" e di 33 poesie, per lo più sonetti.
Nel "Prologo" l'autore si difende dalle polemiche che il precedente Postuma aveva suscitato e lo fa con punte di satira feroce (soprattutto nei confronti dell'idealista Giovanni Rizzi, ma anche contro Luigi Alberti, Felice Cavallotti, Leone Fortis e una miriade di altri scrittori più o meno noti), tant'è che Carducci lo definì un «vero gioiello». Inoltre, sempre nel "Prologo", viene difeso l'amico Guarnerio che, a causa del libretto Auxilium (dai toni veristi), era stato criticato violentemente in un articolo dal Rizzi e, come scrive Guerrini, aveva avuto «tali tribolazioni da buttar via il pane».
Le 33 poesie, invece, mettono in versi le idee guerriniane su «l'arte per l'arte» (l'arte cioè non deve avere intenti moralistici o educativi). Fra tutte spiccano le poesie Dies irae e A Ugo Bassini, un sonetto che non dice nulla (come Nominativi fritti e mappamondi del Burchiello) a significare che l'arte degli idealisti (e cioè l'arte morale) potrà anche esser buona, ma conduce a risultati senza significato.
All'opera del Guerrini risposero, fra gli altri, Luigi Alberti con il suo Polemica Novissima edito nel 1878, Giovanni Rizzi con la seconda edizione del suo Un grido e Felice Cavallotti nelle sue Anticaglie.

## Struttura

### Dedica
Il libro si apre con una dedica a Otto Hoffmeister, birraio in via Farini, a Bologna.

### Prologo
È composto da 54 paragrafi ed è rivolto al lettore, polemicamente detto maligno (con ricordo da Baudelaire che aveva parlato di hypocrite lecteur) perché critica i versi dello Stecchetti. Le pagine sono importanti perché, in un certo qual modo, si teorizza il verismo poetico.

### Ed anche a me da l'innocente cuna
È un sonetto di endecasillabi, schema ABAB ABAB CDC DCD. È la prima poesia che apre la raccolta, in cui il poeta si difende dall'accusa di essere immorale (accusa rivoltagli per la precedente opera Postuma) dicendo che anche lui ha i suoi affetti (due bimbi), che anche lui ha avuto i suoi dolori (la morte del padre), solo che non li mostra in pubblico. È citata da Corrado Ricci nel suo libro Ricordi bolognesi.

### Idealisti saggi, ho molto amato
È un sonetto di endecasillabi, con schema ABAB ABAB CDC DCD. Guerrini risponde ai critici idealisti citando un passo evangelico: i suoi peccati saranno assolti perché ha molto amato (il ricordo evangelico è quello della Maddalena).

### Il nome di Maria
È un sonetto di endecasillabi, schema ABBA ABBA CDC DCD. È una poesia dedicata alla moglie del poeta, Maria Nigrisoli. Nel suo volume La poésie vériste en Italie, Paul Arrighi definiva questa poesia (assieme a In musica e a Là su, là su), «insignificante».

### A Giosuè Carducci
È un'ode saffica. È dedicata a Carducci, verso il quale il poeta nutriva una profonda venerazione. È invocato perché con le sue poesie continui a fustigare le mollezze del tempo.

### Apostata, marrano e rinnegato
È un sonetto di endecasillabi, con schema ABAB ABAB CDC DCD.

### A Felice Cavallotti
Di questa poesia è celebre la quartina «Sai, sessant'anni fa, quanto spavento, / Che vaticini orribili e diversi / perché si disse in versi / barba a la barba e non l'onor del mento!» Con questa, il poeta intendeva dire che l'arte doveva essere modernizzata, contro i passatismi formali fino ad allora vigenti. D'altra parte il verismo poetico (nel quale Guerrini si identificava) voleva non soltanto uno svecchiamento delle tematiche, ma anche un registro formale nuovo.

### Se nasco un'altra volta a questo mondo
Auspica di diventare papa per dare un'indulgenza di cent'anni a chi legge Boccaccio.

### Quando vedrai cader le foglie morte
All'arrivo della stagione fredda, la donna si coprirà e nasconderà le sue nudità al poeta.

### Giovannin Bongèe e detti
La poesia è dedicata a uno dei personaggi di Carlo Porta.

### Alla Musa
Sono cinque sonetti dedicati alla musa verista.

### Wiener Blut
È un'ode alcaica di cui si ricorderà il D'Annunzio di Primo vere.

### Per nozze
Un invito alla donna, la prima notte di nozze, a donarsi senza paura.

### No, sgualdrina non è perché ricusa
È una risposta a un sonetto di Anselmo Guerrieri Gonzaga.

### In musica
Il poeta vuol morire accanto alla donna amata.

### In mare
Il poeta proclama a gran voce i suoi ideali veristi, che mai rinnegherà.

### Candide tortorelle innamorate
Altra parodia di un sonetto idealista.

### O bianche nubi che ne 'l ciel turchino
Il poeta è scettico sull'esistenza di Dio.

### Clam
È l'unica poesia in latino dell'intera raccolta. Si tratta di un latino macheronico, sull'esempio di quello di Teofilo Folengo.

### Esser donna vorrei, gobba, schiofosa
Il poeta vorrebbe essere una vecchia schifosa per vedere se gli idealisti, da lei pagati, avrebbero il coraggio di non lodarla nei loro componimenti

### Là su, là su, dove salir non anche
Finalmente morti, il poeta e l'amata dimenticheranno i veleni di questo mondo.

### A i poeti pinzocheri
Un inno al vero, contro gli idealisti (poeti pinzocheri).

### Proposta
È un sonetto di Anselmo Guerrieri Gonzaga che critica il verismo poetico e a cui Guerrini risponde con la poesia successiva.

### Risposta
È un sonetto che risponde a quello precedente di Anselmo Guerrieri Gonzaga.

### Ivstitia
Dedicata alla rivoluzionaria russa Vera Zassoulitch in cui, nel finale, il poeta auspica la «soluzione finale comunarda». I toni accesi della poesia, «turbarono più di un critico» come ad esempio Luigi Alberti e Vivarelli Colonna.

### A Ugo Bassini
Sonetto di endecasillabi. È una lirica che non dice nulla (come Nominativi fritti e mappamondi del Burchiello) a significare che l'arte degli idealisti (e cioè l'arte morale) potrà anche esser buona, ma conduce a risultati senza significato.

### A le ostriche
Poesia nella quale gli idealisti sono assimilati alle ostriche (come le ostriche stanno attaccate agli scogli, così gli idealisti ai loro pregiudizi).

### All'albergo
Il poeta spia dal buco della serratura: scorge due giovani la loro prima notte di nozze. Lei per la prima volta si mostra al suo amato nella sua nudità. Ma appare liscia, piallata, ossia troppo ideale!

### Nell'album della Baronessa Costanza Gravina
Poesia che ha come sfondo la città di Napoli.

### Palinodia
È una risposta polemica a una lirica di Felice Cavallotti.

### L'Annunciazione
Lirica blasfema, visto che si dice chiaramente che Gesù fu frutto dell'unione carnale di Maria con un giovinetto.

### Poveri uccelli che a 'l giardin volate
Parodia di un sonetto idealista.

### Presto il giorno verrà che per le strade
È un sonetto che auspica una rivolta contro le ingiustizie del tempo. Alla lirica risponderà Remigio Zena.

### Dies irae
Si descrive il giorno del giudizio universale (letteralmente la traduzione è: il giorno dell'ira). È una poesia composta da sette canti.

### Congedo
È la lirica finale, in cui ricorrono - come nella poesia iniziale - gli affetti del Guerrini, antidoto all'odio di cui è oggetto.

## Principali edizioni
- Nova polemica, Bologna, Zanichelli, 1878 (prima edizione)
- Nova polemica, Bologna, Zanichelli, 1879 (seconda edizione con aggiunte e correzioni)

### Edizioni commentate
- Nova polemica, a cura di Claudio Mariotti, Cesena, Il Ponte Vecchio, 2011.